# Buriton
Buriton är en ort och civil parish i Storbritannien.   Den ligger i grevskapet Hampshire och riksdelen England, i den södra delen av landet, 80 km sydväst om huvudstaden London. Buriton ligger 80 meter över havet och antalet invånare är 736.
Terrängen runt Buriton är platt åt sydväst, men åt nordost är den kuperad. Runt Buriton är det ganska tätbefolkat, med 134 invånare per kvadratkilometer. Närmaste större samhälle är Waterlooville, 11,9 km sydväst om Buriton. Trakten runt Buriton består till största delen av jordbruksmark.